# Kyushu Q1W Tokai
Береговой самолет ПЛО «Токай» ВМС Императорской Японии  (яп. 陸上哨戒機「«東海»」/九州Q1W Кайгун рикудзё: сё:кайки «То:кай»/Кюсю Кю-ити-дабуру) — двухмоторный цельнометаллический противолодочный ЛА берегового базирования на вооружении ВМС Императорской Японии. Разработан в КБ авиазавода «Кюсю» в 1942—1943 гг., строился малой серией до конца войны. Условное обозначение ВВС союзников «Лорна» («Lorna»)

## Модификации

### Серийные
- «Токай-1-1» (Q1W1) — с силовой установкой «Амакадзэ»
- «Токай-2-1» (Q1W2) — с деревянной обшивкой хвостовой части

### Опытные
- «ТТЗ № 17» (Q1W) — 1 опытная ед.
- «Токай-Рэн» (Q1W1-K) — 1 ед. УБЛА с деревянной обшивкой хвостовой части

## Характеристики
| Береговой ЛА ПЛО «Токай» ВМС Императорской Японии |                        |              |
| Шифр ВМС (заводской)                              | «Токай-1-1» (Q1W1)     |              |
| Технические                                       |                        |              |
| Экипаж                                            | 3 чел.                 |              |
| Длина                                             | 12,1 м                 |              |
| Высота                                            | 4,1 м                  |              |
| Размах крыла (площадь)                            | 16 м (38,2 м²)         |              |
| Снаряженная (сухая) масса                         | 5,4 т (3,1 т)          |              |
| Силовая установка                                 |                        |              |
| Число                                             | 2 ед.                  |              |
| Двигатель                                         | «Амакадзэ»             |              |
| Объем                                             | 18 л                   |              |
| Мощность                                          | 450 л. с.              |              |
| Тяговооружённость:                                | 0,3 л. с./кг           | 0,3 л. с./кг |
| Лётные                                            |                        |              |
| Максимальная (крейс.) скорость                    | 320 км/ч (240 км/ч)    |              |
| Нагрузка на крыло                                 | 126 кг/м²              |              |
| Скороподъемность                                  | 3,8 м/с                |              |
| Потолок                                           | 4,5 км                 |              |
| Дальность                                         | 1,3 тыс. км            |              |
| Вооружение                                        |                        |              |
| Стрелковое                                        | хвостовое 1 ед. 7,7 мм |              |
| Подвесное                                         | 2 ед. кал. 250 кг      |              |